# Olympische Sommerspiele 1996/Tischtennis – Einzel (Männer)
Das Männereinzel im Tischtennis bei den Olympischen Spielen 1996 in Atlanta wurde vom 25. Juli bis 1. August im Georgia World Congress Center ausgetragen. Im Vergleich zum Einzel 1992 in Barcelona wurde wieder ein Spiel um Bronze ausgespielt.

## Gruppenphase

### Gruppe A
| Rang | Athlet              | S | N | Sätze | Sätze | Punkte | Punkte |     | China Volksrepublik | Chinesisch Taipeh | Japan 1870 | Sudan |
| ---- | ------------------- | - | - | ----- | ----- | ------ | ------ | --- | ------------------- | ----------------- | ---------- | ----- |
| 1    | Kong Linghui        | 3 | 0 | 6     | 0     | 126    | 75     | —   | 2:0                 | 2:0               | 2:0        |       |
| 2    | Chiang Peng-Lung    | 2 | 1 | 4     | 2     | 118    | 89     | 0:2 | —                   | 2:0               | 2:0        |       |
| 3    | Toshio Tasaki       | 1 | 2 | 2     | 4     | 96     | 107    | 0:2 | 0:2                 | —                 | 2:0        |       |
| 4    | Ahmed Mohamed Osama | 0 | 3 | 0     | 6     | 57     | 126    | 0:2 | 0:2                 | 0:2               | —          |       |

### Gruppe B
| Rang | Athlet         | S | N | Sätze | Sätze | Punkte | Punkte |     | China Volksrepublik | Griechenland | Niederlande | Uganda |
| ---- | -------------- | - | - | ----- | ----- | ------ | ------ | --- | ------------------- | ------------ | ----------- | ------ |
| 1    | Wang Tao       | 3 | 0 | 6     | 1     | 148    | 111    | —   | 2:0                 | 2:1          | 2:0         |        |
| 2    | Daniel Tsiokas | 2 | 1 | 4     | 2     | 114    | 98     | 0:2 | —                   | 2:0          | 2:0         |        |
| 3    | Danny Heister  | 1 | 2 | 3     | 4     | 129    | 120    | 1:2 | 0:2                 | —            | 2:0         |        |
| 4    | Paul Mutambuze | 0 | 3 | 0     | 6     | 64     | 126    | 0:2 | 0:2                 | 0:2          | —           |        |

### Gruppe C
| Rang | Athlet             | S | N | Sätze | Sätze | Punkte | Punkte |     | Belgien | Rumänien | Deutschland | Kuwait |
| ---- | ------------------ | - | - | ----- | ----- | ------ | ------ | --- | ------- | -------- | ----------- | ------ |
| 1    | Jean-Michel Saive  | 3 | 0 | 6     | 0     | 126    | 94     | —   | 2:0     | 2:0      | 2:0         |        |
| 2    | Vasile Florea      | 2 | 1 | 4     | 2     | 121    | 93     | 0:2 | —       | 2:0      | 2:0         |        |
| 3    | Peter Franz        | 1 | 2 | 2     | 4     | 107    | 102    | 0:2 | 0:2     | —        | 2:0         |        |
| 4    | Dukhail al-Habashi | 0 | 3 | 0     | 6     | 61     | 126    | 0:2 | 0:2     | 0:2      | —           |        |

### Gruppe D
| Rang | Athlet          | S | N | Sätze | Sätze | Punkte | Punkte |     | Schweden | Korea Sud 1949 | Jugoslawien Bundesrepublik 1992 | Ghana |
| ---- | --------------- | - | - | ----- | ----- | ------ | ------ | --- | -------- | -------------- | ------------------------------- | ----- |
| 1    | Jan-Ove Waldner | 3 | 0 | 6     | 0     | 126    | 85     | —   | 2:0      | 2:0            | 2:0                             |       |
| 2    | Lee Chul-seung  | 2 | 1 | 4     | 4     | 148    | 145    | 0:2 | 2-1      | —              | 2:1                             |       |
| 3    | Ilija Lupulesku | 1 | 2 | 3     | 4     | 132    | 123    | 0:2 | —        | 1-2            | 2:0                             |       |
| 4    | Isaac Opoku     | 0 | 3 | 1     | 6     | 88     | 141    | 0:2 | 0:2      | 1:2            | —                               |       |

### Gruppe E
| Rang | Athlet            | S | N | Sätze | Sätze | Punkte | Punkte |     | Deutschland | Japan 1870 | Hongkong 1959 | Mexiko |
| ---- | ----------------- | - | - | ----- | ----- | ------ | ------ | --- | ----------- | ---------- | ------------- | ------ |
| 1    | Jörg Roßkopf      | 3 | 0 | 6     | 0     | 126    | 81     | —   | 2:0         | 2:0        | 2:0           |        |
| 2    | Hiroshi Shibutani | 2 | 1 | 4     | 2     | 111    | 98     | 0:2 | —           | 2:0        | 2:0           |        |
| 3    | Lo Chuen Tsung    | 1 | 2 | 2     | 4     | 99     | 112    | 0:2 | 0:2         | —          | 2:0           |        |
| 4    | Guillermo Muñoz   | 0 | 3 | 0     | 6     | 81     | 126    | 0:2 | 0:2         | 0:2        | —             |        |

### Gruppe F
| Rang | Athlet          | S | N | Sätze | Sätze | Punkte | Punkte |     | China Volksrepublik | Jugoslawien Bundesrepublik 1992 | Belgien | Australien |
| ---- | --------------- | - | - | ----- | ----- | ------ | ------ | --- | ------------------- | ------------------------------- | ------- | ---------- |
| 1    | Liu Guoliang    | 3 | 0 | 6     | 1     | 147    | 100    | —   | 2:1                 | 2:0                             | 2:0     |            |
| 2    | Slobodan Grujić | 2 | 1 | 5     | 4     | 162    | 163    | 1:2 | —                   | 2:1                             | 2:1     |            |
| 3    | Philippe Saive  | 1 | 2 | 3     | 4     | 133    | 125    | 0:2 | 1:2                 | —                               | 2:0     |            |
| 4    | Mark Smythe     | 0 | 3 | 1     | 6     | 88     | 142    | 0:2 | 1:2                 | 0:2                             | —       |            |

### Gruppe G
| Rang | Athlet               | S | N | Sätze | Sätze | Punkte | Punkte |     | Tschechien | Frankreich | Korea Nord | Chile |
| ---- | -------------------- | - | - | ----- | ----- | ------ | ------ | --- | ---------- | ---------- | ---------- | ----- |
| 1    | Petr Korbel          | 3 | 0 | 6     | 1     | 141    | 102    | —   | 2:0        | 2:1        | 2:0        |       |
| 2    | Jean-Philippe Gatien | 2 | 1 | 4     | 2     | 116    | 75     | 0:2 | —          | 2:0        | 2:0        |       |
| 3    | Choi Kyong-sob       | 1 | 2 | 3     | 4     | 115    | 131    | 1:2 | 0:2        | —          | 2:0        |       |
| 4    | Augusto Morales      | 0 | 3 | 0     | 6     | 62     | 126    | 0:2 | 0:2        | 0:2        | —          |       |

### Gruppe H
| Rang | Athlet                                       | S | N | Sätze | Sätze | Punkte | Punkte |     | Belarus 1995 | Russland | Vereinigtes Konigreich | Jamaika |
| ---- | -------------------------------------------- | - | - | ----- | ----- | ------ | ------ | --- | ------------ | -------- | ---------------------- | ------- |
| 1    | Uladsimir Samsonau (engl. Vladimir Samsonov) | 3 | 0 | 6     | 1     | 143    | 74     | —   | 2:1          | 2:0      | 2:0                    |         |
| 2    | Andrei Masunow                               | 2 | 1 | 5     | 3     | 147    | 143    | 1:2 | —            | 2:1      | 2:0                    |         |
| 3    | Carl Prean                                   | 1 | 2 | 3     | 4     | 110    | 117    | 0:2 | 1:2          | —        | 2:0                    |         |
| 4    | Stephen Hylton                               | 0 | 3 | 0     | 6     | 60     | 126    | 0:2 | 0:2          | 0:2      | —                      |         |

### Gruppe I
| Rang | Athlet        | S | N | Sätze | Sätze | Punkte | Punkte |     | Korea Sud 1949 | Ungarn | Osterreich | Australien |
| ---- | ------------- | - | - | ----- | ----- | ------ | ------ | --- | -------------- | ------ | ---------- | ---------- |
| 1    | Kim Taek-soo  | 3 | 0 | 6     | 0     | 127    | 80     | —   | 2:0            | 2:0    | 2:0        |            |
| 2    | Károly Németh | 2 | 1 | 4     | 3     | 123    | 122    | 0:2 | —              | 2:1    | 2:0        |            |
| 3    | Ding Yi       | 1 | 2 | 3     | 5     | 148    | 147    | 0:2 | 1:2            | —      | 2:1        |            |
| 4    | Paul Langley  | 0 | 3 | 1     | 6     | 93     | 142    | 0:2 | 0:2            | 1:2    | —          |            |

### Gruppe J
| Rang | Athlet           | S | N | Sätze | Sätze | Punkte | Punkte |     | Kroatien | Osterreich | Ungarn | Katar |
| ---- | ---------------- | - | - | ----- | ----- | ------ | ------ | --- | -------- | ---------- | ------ | ----- |
| 1    | Zoran Primorac   | 3 | 0 | 6     | 1     | 143    | 95     | —   | 2:0      | 2:1        | 2:0    |       |
| 2    | Werner Schlager  | 2 | 1 | 4     | 2     | 118    | 99     | 0:2 | —        | 2:0        | 2:0    |       |
| 3    | Zoltán Bátorfi   | 1 | 2 | 3     | 4     | 122    | 123    | 1:2 | 0:2      | —          | 2:0    |       |
| 4    | Hamad al-Hammadi | 0 | 3 | 0     | 6     | 60     | 126    | 0:2 | 0:2      | 0:2        | —      |       |

### Gruppe K
| Rang | Athlet           | S | N | Sätze | Sätze | Punkte | Punkte |     | Brasilien | Schweden | Korea Nord | Trinidad und Tobago |
| ---- | ---------------- | - | - | ----- | ----- | ------ | ------ | --- | --------- | -------- | ---------- | ------------------- |
| 1    | Hugo Hoyama      | 3 | 0 | 6     | 1     | 151    | 131    | —   | 2:1       | 2:0      | 2:0        |                     |
| 2    | Jörgen Persson   | 2 | 1 | 5     | 2     | 135    | 115    | 1:2 | —         | 2:0      | 2:0        |                     |
| 3    | Kim Song-hui     | 1 | 2 | 2     | 4     | 121    | 116    | 0:2 | 0:2       | —        | 2:0        |                     |
| 4    | Dexter St. Louis | 0 | 3 | 0     | 6     | 82     | 127    | 0:2 | 0:2       | 0:2      | —          |                     |

### Gruppe L
| Rang | Athlet         | S | N | Sätze | Sätze | Punkte | Punkte |     | Russland | Schweden | Vereinigte Staaten | Bosnien und Herzegowina 1992 |
| ---- | -------------- | - | - | ----- | ----- | ------ | ------ | --- | -------- | -------- | ------------------ | ---------------------------- |
| 1    | Dmitri Masunow | 3 | 0 | 6     | 0     | 128    | 95     | —   | 2:0      | 2:0      | 2:0                |                              |
| 2    | Peter Karlsson | 2 | 1 | 4     | 3     | 123    | 124    | 0:2 | —        | 2:1      | 2:0                |                              |
| 3    | Jim Butler     | 1 | 2 | 3     | 4     | 133    | 136    | 0:2 | 1:2      | —        | 2:0                |                              |
| 4    | Tarik Hodžić   | 0 | 3 | 0     | 6     | 97     | 126    | 0:2 | 0:2      | 0:2      | —                  |                              |

### Gruppe M
| Rang | Athlet       | S | N | Sätze | Sätze | Punkte | Punkte |     | Kanada | Vereinigtes Konigreich | Vereinigte Staaten | Nigeria |
| ---- | ------------ | - | - | ----- | ----- | ------ | ------ | --- | ------ | ---------------------- | ------------------ | ------- |
| 1    | Johnny Huang | 3 | 0 | 6     | 0     | 126    | 76     | —   | 2:0    | 2:0                    | 2:0                |         |
| 2    | Chen Xinhua  | 2 | 1 | 4     | 4     | 142    | 145    | 0:2 | —      | 2:1                    | 2:1                |         |
| 3    | David Zhuang | 1 | 2 | 3     | 4     | 122    | 126    | 0:2 | 1:2    | —                      | 2:0                |         |
| 4    | Sule Olaleye | 0 | 3 | 1     | 6     | 102    | 145    | 0:2 | 1:2    | 0:2                    | —                  |         |

### Gruppe N
| Rang | Athlet                 | S | N | Sätze | Sätze | Punkte | Punkte |     | Korea Sud 1949 | Korea Nord | Jugoslawien Bundesrepublik 1992 | Jamaika |
| ---- | ---------------------- | - | - | ----- | ----- | ------ | ------ | --- | -------------- | ---------- | ------------------------------- | ------- |
| 1    | Yoo Nam-kyu            | 3 | 0 | 6     | 0     | 126    | 85     | —   | 2:0            | 2:1        | 2:0                             |         |
| 2    | Ri Gun-sang            | 2 | 1 | 4     | 3     | 134    | 116    | 0:2 | —              | 2:0        | 2:0                             |         |
| 3    | Aleksandar Karakašević | 1 | 2 | 3     | 4     | 120    | 128    | 1:2 | 0:2            | —          | 2:0                             |         |
| 4    | Michael Hyatt          | 0 | 3 | 0     | 6     | 75     | 126    | 0:2 | 0:2            | 0:2        | —                               |         |

### Gruppe O
| Rang | Athlet          | S | N | Sätze | Sätze | Punkte | Punkte |     | Japan 1870 | Polen | Indonesien | Kanada |
| ---- | --------------- | - | - | ----- | ----- | ------ | ------ | --- | ---------- | ----- | ---------- | ------ |
| 1    | Kōji Matsushita | 3 | 0 | 6     | 1     | 143    | 124    | —   | 2:1        | 2:0   | 2:0        |        |
| 2    | Andrzej Grubba  | 2 | 1 | 5     | 2     | 146    | 116    | 1:2 | —          | 2:0   | 2:0        |        |
| 3    | Anton Suseno    | 1 | 2 | 2     | 4     | 100    | 105    | 0:2 | 0:2        | —     | 2:0        |        |
| 4    | Joe Ng          | 0 | 3 | 0     | 6     | 82     | 126    | 0:2 | 0:2        | 0:2   | —          |        |

### Gruppe P
| Rang | Athlet            | S | N | Sätze | Sätze | Punkte | Punkte |     | Frankreich | Griechenland | Nigeria | Indien |
| ---- | ----------------- | - | - | ----- | ----- | ------ | ------ | --- | ---------- | ------------ | ------- | ------ |
| 1    | Patrick Chila     | 3 | 0 | 6     | 2     | 158    | 120    | —   | 2:1        | 2:0          | 2:1     |        |
| 2    | Kalinikos Kreanga | 2 | 1 | 5     | 2     | 133    | 114    | 1:2 | —          | 2:0          | 2:0     |        |
| 3    | Segun Toriola     | 1 | 2 | 2     | 5     | 98     | 133    | 0:2 | 0:2        | —            | 2:1     |        |
| 4    | Chetan Baboor     | 0 | 3 | 2     | 6     | 132    | 154    | 1:2 | 0:2        | 1:2          | —       |        |

## Finalrunde
| Achtelfinale | Achtelfinale       | Achtelfinale | Achtelfinale | Achtelfinale | Achtelfinale | Achtelfinale |  |  | Viertelfinale | Viertelfinale      | Viertelfinale | Viertelfinale | Viertelfinale | Viertelfinale | Viertelfinale |    |              | Halbfinale   | Halbfinale | Halbfinale | Halbfinale | Halbfinale | Halbfinale      | Halbfinale      |                 |                 | Finale          | Finale          | Finale          | Finale | Finale | Finale | Finale |
|              |                    |              |              |              |              |              |  |  |               |                    |               |               |               |               |               |    |              |              |            |            |            |            |                 |                 |                 |                 |                 |                 |                 |        |        |        |        |
| A1           | Kong Linghui       | 17           | 18           | 22           | 12           |              |  |  |               |                    |               |               |               |               |               |    |              |              |            |            |            |            |                 |                 |                 |                 |                 |                 |                 |        |        |        |        |
| I1           | Kim Taek-soo       | 21           | 21           | 20           | 21           |              |  |  | I1            | Kim Taek-soo       | 21            | 24            | 12            | 21            | 24            |    |              |              |            |            |            |            |                 |                 |                 |                 |                 |                 |                 |        |        |        |        |
| P1           | Patrick Chila      | 16           | 16           | 21           |              |              |  |  | E1            | Jörg Roßkopf       | 12            | 26            | 21            | 16            | 26            |    |              |              |            |            |            |            |                 |                 |                 |                 |                 |                 |                 |        |        |        |        |
| E1           | Jörg Roßkopf       | 21           | 21           | 23           |              |              |  |  |               |                    |               |               |               |               |               | E1 | Jörg Roßkopf | 17           | 21         | 18         | 18         |            |                 |                 |                 |                 |                 |                 |                 |        |        |        |        |
| F1           | Liu Guoliang       | 21           | 21           | 21           |              |              |  |  | F1            | Liu Guoliang       | 21            | 18            | 21            | 21            |               |    |              |              |            |            |            |            |                 |                 |                 |                 |                 |                 |                 |        |        |        |        |
| O1           | Kōji Matsushita    | 18           | 10           | 17           |              |              |  |  | F1            | Liu Guoliang       | 9             | 21            | 21            | 21            |               |    |              |              |            |            |            |            |                 |                 |                 |                 |                 |                 |                 |        |        |        |        |
| M1           | Johnny Huang       | 21           | 17           | 21           | 21           |              |  |  | M1            | Johnny Huang       | 21            | 19            | 16            | 16            |               |    |              |              |            |            |            |            |                 |                 |                 |                 |                 |                 |                 |        |        |        |        |
| D1           | Jan-Ove Waldner    | 15           | 21           | 16           | 17           |              |  |  |               |                    |               |               |               |               |               | F1 | Liu Guoliang | 21           | 22         | 21         | 15         | 21         |                 |                 |                 |                 |                 |                 |                 |        |        |        |        |
| C1           | Jean-Michel Saive  | 21           | 21           | 21           |              |              |  |  | B1            | Wang Tao           | 12            | 24            | 19            | 21            | 6             |    |              |              |            |            |            |            |                 |                 |                 |                 |                 |                 |                 |        |        |        |        |
| J1           | Zoran Primorac     | 13           | 16           | 8            |              |              |  |  | C1            | Jean-Michel Saive  | 10            | 13            | 19            |               |               |    |              |              |            |            |            |            |                 |                 |                 |                 |                 |                 |                 |        |        |        |        |
| K1           | Hugo Hoyama        | 21           | 21           | 17           | 14           | 13           |  |  | G1            | Petr Korbel        | 21            | 21            | 21            |               |               |    |              |              |            |            |            |            |                 |                 |                 |                 |                 |                 |                 |        |        |        |        |
| G1           | Petr Korbel        | 17           | 19           | 21           | 21           | 21           |  |  |               |                    |               |               |               |               |               | G1 | Petr Korbel  | 21           | 7          | 16         |            |            |                 |                 |                 |                 |                 |                 |                 |        |        |        |        |
| H1           | Uladsimir Samsonau | 21           | 21           | 21           |              |              |  |  | B1            | Wang Tao           | 23            | 21            | 21            |               |               |    |              |              |            |            |            |            |                 |                 |                 |                 |                 |                 |                 |        |        |        |        |
| L1           | Dmitri Masunow     | 14           | 15           | 13           |              |              |  |  | H1            | Uladsimir Samsonau | 21            | 21            | 10            | 15            | 15            |    |              |              |            |            |            |            | Spiel um Bronze | Spiel um Bronze | Spiel um Bronze | Spiel um Bronze | Spiel um Bronze | Spiel um Bronze | Spiel um Bronze |        |        |        |        |
| N1           | Yoo Nam-kyu        | 15           | 16           | 9            |              |              |  |  | B1            | Wang Tao           | 16            | 16            | 21            | 21            | 21            |    | E1           | Jörg Roßkopf | 21         | 19         | 21         | 21         |                 |                 |                 |                 |                 |                 |                 |        |        |        |        |
| B1           | Wang Tao           | 21           | 21           | 21           |              |              |  |  |               |                    |               |               |               |               |               | G1 | Petr Korbel  | 17           | 21         | 18         | 19         |            |                 |                 |                 |                 |                 |                 |                 |        |        |        |        |